# Druha Liha 1995-1996
La Druha Liha 1995-1996 è stata la 5ª edizione della terza serie del campionato armeno di calcio. La stagione è iniziata il 5 agosto del 1995 ed è terminata il 30 giugno 1996.

## Stagione

### Novità
Al termine della passata stagione, sono retrocesse dalla Perša Liha 1994-1995 Karpaty Mukačevo e SBTS Sumy. Sono retrocesse nel campionato amatoriale ucraino Čornomorec'-2 e Šachtar Pavlohrad. Quest'ultima è stata successivamente ripescata, mentre il Čornomorec' è stato sostituito dalla Dynamo Odessa.
La Dynamo Luhans'k si è fusa con l'Azovec' Mariupol', assumendo la denominzione di Metalurh Mariupol'. Stessa sorte è toccata all'Artanija Očakiv che, fusosi con l'Olimpija AES, ha dato vita all'Olimpija Južnoukraïns'k. Infine, il Sirius Kryvyj Rih è stato assorbito dallo Sportinvest Kryvyj Rih.
L'Okean Kerč, non si è scritto a questa edizione del torneo. Il Vahobudivnyk Kremenčuk, inizialmente ammesso alla Perša Liha, ha poi rinunciato a prendere parte al torneo.
Il Metalurh Donec'k ha preso il posto del Medita Šachtars'k.
Rispetto alla passata stagione, complici le ammissioni dal campionato amatoriale e la partecipazione di società create ex novo, il numero di squadre è aumentato fino a quarantatré partecipanti.
Le seguenti formazioni hanno cambiato denominazione:
- Il Vodnyk Cherson è diventato Krystal Cherson
- Il Meliorator Kachovka è diventato Kachovka
- L'SBTS Sumy è diventato Ahrotechservis Sumy

### Formato
Le quarantatré sono suddivise in due gironi e si affrontano in match di andata e ritorno. Le prime classificate di tali gironi, vengono promosse in Perša Liha; le due seconde classificate si affrontano in uno spareggio in gara secca per decretare la terza formazione promossa.
Le ultime due, retrocedono nel Campionato Amatoriale Ucraino.

### Avvenimenti
Il Temp-2 Šepetivka si è ritirato dal campionato dopo sette gare disputate; il Kosmos Pavlohrad si è ritirato dalla competizione dopo undici giornate. I risultati di ambedue le squadre sono stati annullati.
Skify L'viv, Kachovka, Prometej Dniprodzeržyns'k, Dynamo Slov"jans'k e Sportinvest Kryvyj Rih si sono ritirate dal campionato durante la sosta invernale.
Lo Šachtar Sverdlov'sk, ha annunciato il suo ritiro dopo venticinque gare di campionato; le restanti partite sono state assegnate a tavolino alle avversarie.

## Classifiche finali

### Girone A
|  | Pos. | Squadra                   | Pt | G  | V  | N  | P  | GF | GS | DR  |
|  | ---- | ------------------------- | -- | -- | -- | -- | -- | -- | -- | --- |
|  | 1.   | CSKA Kiev                 | 89 | 40 | 27 | 8  | 5  | 61 | 27 | +34 |
|  | 2.   | Krystal Cherson           | 79 | 40 | 24 | 7  | 9  | 75 | 29 | +46 |
|  | 3.   | Chutrovyk Tysmenycja      | 75 | 40 | 24 | 3  | 13 | 66 | 33 | +33 |
|  | 4.   | Obolon'                   | 75 | 40 | 22 | 9  | 9  | 60 | 25 | +35 |
|  | 5.   | Kaluš                     | 74 | 40 | 22 | 8  | 10 | 64 | 31 | +33 |
|  | 6.   | Nyva Cosmon Myronivka     | 73 | 40 | 21 | 10 | 9  | 59 | 36 | +23 |
|  | 7.   | Desna Černihiv            | 72 | 40 | 21 | 9  | 10 | 55 | 30 | +25 |
|  | 8.   | Haraj Zovka               | 67 | 40 | 20 | 7  | 13 | 49 | 35 | +14 |
|  | 9.   | Systema-Boreks Borodjanka | 63 | 40 | 17 | 12 | 11 | 34 | 31 | +3  |
|  | 10.  | Hazovyk Komarne           | 62 | 40 | 18 | 8  | 14 | 47 | 38 | +9  |
|  | 11.  | Avanhard Žydačiv          | 62 | 40 | 18 | 8  | 14 | 44 | 44 | 0   |
|  | 12.  | Karpaty Mukačevo          | 59 | 40 | 17 | 8  | 15 | 39 | 35 | +4  |
|  | 13.  | Keramik Baranivka         | 59 | 40 | 18 | 5  | 17 | 38 | 41 | -3  |
|  | 14.  | Halyčyna Drohobyč         | 56 | 40 | 16 | 8  | 16 | 39 | 40 | -1  |
|  | 15.  | Schid Slavutyč            | 52 | 40 | 14 | 10 | 16 | 43 | 51 | -8  |
|  | 16.  | Olimipija Južnoukraïns'k  | 43 | 40 | 12 | 7  | 21 | 34 | 67 | -33 |
|  | 17.  | Ros' Bila Cerkva          | 39 | 40 | 10 | 9  | 21 | 28 | 61 | -33 |
|  | 18.  | Ahrotechservis Sumy       | 30 | 40 | 8  | 6  | 26 | 25 | 77 | -52 |
|  | 19.  | Skify L'viv               | 23 | 40 | 6  | 5  | 29 | 20 | 28 | -8  |
|  | 20.  | Dynamo Odessa             | 15 | 40 | 3  | 6  | 31 | 12 | 85 | -73 |
|  | 21.  | Kachovka                  | 12 | 40 | 3  | 3  | 34 | 11 | 49 | -38 |
|  | ---  | Temp-2 Šepetivka          | –  | –  | –  | –  | –  | –  | –  | –   |

Legenda:
      Promosso in Perša liha 1996-1997.
  Partecipa allo spareggio promozione.
      Escluso a campionato in corso.
Note:
Tre punti a vittoria, uno a pareggio, zero a sconfitta.
In caso di arrivo di due o più squadre a pari punti, la graduatoria verrà stilata secondo la classifica avulsa tra le squadre interessate.

### Girone B
|  | Pos. | Squadra                     | Pt | G  | V  | N  | P  | GF | GS | DR  |
|  | ---- | --------------------------- | -- | -- | -- | -- | -- | -- | -- | --- |
|  | 1.   | Metalurh Mariupol'          | 94 | 38 | 30 | 4  | 4  | 70 | 24 | +46 |
|  | 2.   | Krystal Cherson             | 79 | 38 | 24 | 7  | 7  | 53 | 27 | +26 |
|  | 3.   | Metalurh Novomoskovsk       | 75 | 38 | 23 | 6  | 19 | 53 | 23 | +20 |
|  | 4.   | Oskil Kup"jans              | 70 | 38 | 21 | 7  | 10 | 45 | 28 | +17 |
|  | 5.   | Avanhard-Industrija Rovenky | 68 | 38 | 19 | 11 | 8  | 45 | 36 | +9  |
|  | 6.   | Tytan Armjans'k             | 67 | 38 | 19 | 10 | 9  | 59 | 38 | +21 |
|  | 7.   | Šachtar Stachanov           | 66 | 38 | 19 | 9  | 10 | 41 | 33 | +8  |
|  | 8.   | Viktor Zaporižžja           | 62 | 38 | 19 | 5  | 14 | 54 | 34 | +20 |
|  | 9.   | Šachtar-2                   | 61 | 38 | 18 | 7  | 13 | 44 | 32 | +12 |
|  | 10.  | Dynamo Saky                 | 59 | 38 | 17 | 8  | 13 | 42 | 36 | +6  |
|  | 11.  | Družba Berdjans'k           | 59 | 38 | 17 | 8  | 13 | 41 | 38 | +3  |
|  | 12.  | Čajka Sevastopol'           | 58 | 38 | 17 | 7  | 14 | 55 | 39 | +16 |
|  | 13.  | Topredo Melitopol'          | 50 | 38 | 12 | 14 | 12 | 44 | 35 | +9  |
|  | 14.  | Portovyk Illičivs'k         | 47 | 38 | 14 | 5  | 19 | 30 | 56 | -26 |
|  | 15.  | Dnistrovec'                 | 46 | 38 | 13 | 7  | 18 | 25 | 54 | -29 |
|  | 16.  | Hirnyk Komsomols'k          | 38 | 38 | 10 | 8  | 20 | 33 | 71 | -38 |
|  | 17.  | Sportinvest Kryvyj Rih      | 20 | 38 | 6  | 2  | 30 | 20 | 33 | -13 |
|  | 18.  | Šachtar Sverdlov'sk         | 19 | 38 | 5  | 4  | 29 | 24 | 37 | -13 |
|  | 19.  | Dynamo Slov"jans'k          | 11 | 38 | 1  | 8  | 29 | 13 | 36 | -23 |
|  | 20.  | Prometej Dniprodzeržyns'k   | 4  | 38 | 1  | 1  | 36 | 10 | 81 | -71 |
|  | ---  | Kosmos Pavlohrad            | –  | –  | –  | –  | –  | –  | –  | –   |

Legenda:
      Promosso in Perša liha 1996-1997.
  Partecipa allo spareggio promozione.
      Escluso a campionato in corso.
Note:
Tre punti a vittoria, uno a pareggio, zero a sconfitta.
In caso di arrivo di due o più squadre a pari punti, la graduatoria verrà stilata secondo la classifica avulsa tra le squadre interessate.

## Spareggio promozione-retrocessione
|                  | Risultato |                 | Luogo e data        |
| ---------------- | --------- | --------------- | ------------------- |
| Metalurh Donec'k | 3 - 1     | Krystal Cherson | Kiev, 2 agosto 1996 |
|                  |           |                 |                     |